# 스텔라레이터

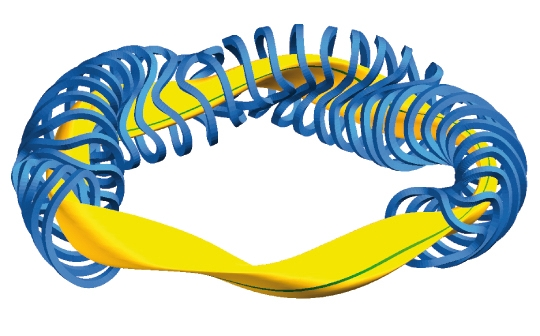
Example of a stellarator design, as used in the Wendelstein 7-X experiment: A series of magnet coils (blue) surrounds the plasma (yellow). A magnetic field line is highlighted in green on the yellow plasma surface.

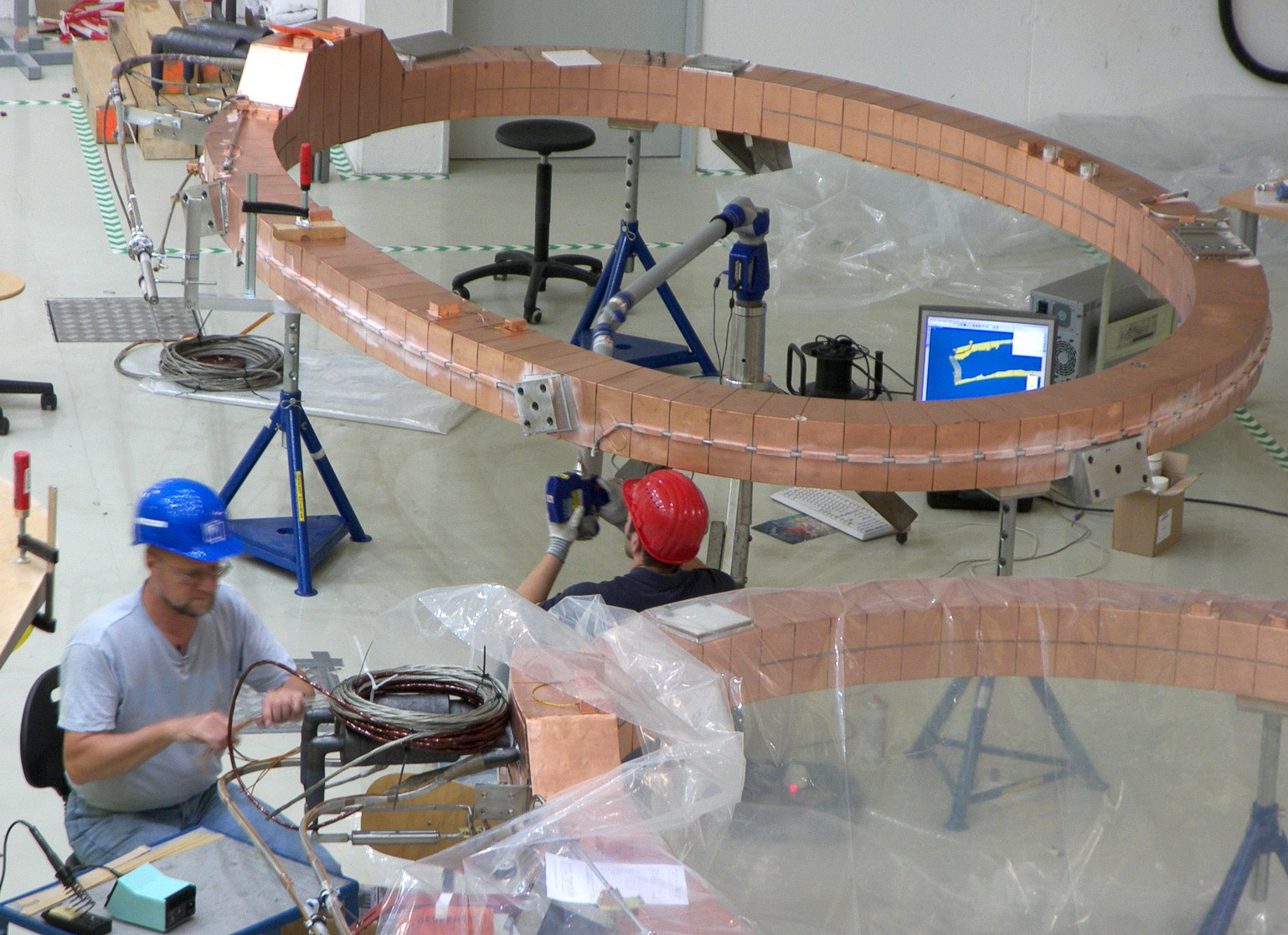
Wendelstein 7-X in Greifswald, Germany. Coils are prepared for the experimental stellarator.

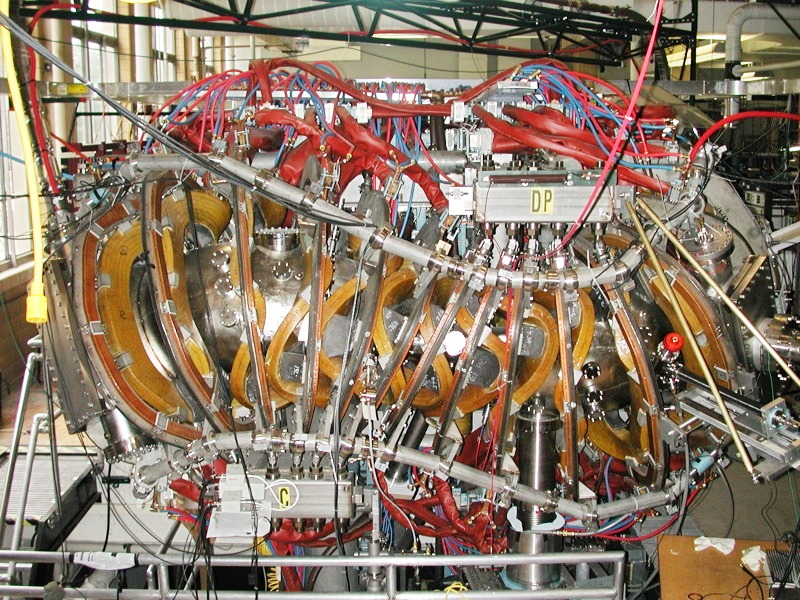
HSX stellarator

스텔라레이터(stellarator)는 핵융합을 목적으로 고온의 플라즈마를 자기장을 이용해 가두기 위해 고안된 장치를 말한다. 스텔라레이터의 이름은 항성(Stellar)이 일으키는 핵융합의 모방에 대한 가능성으로부터 기인하였다 .
스텔라레이터는 1951년 프린스턴 플라즈마 물리 연구소(PPPL)의 라이먼 스피처에 의해서 발명되었다. 플라즈마 자체에 흐르는 전류에 의해서 자기장이 만들어지는 핀치 장치와 달리, 스텔라레이터에는 자기장이 순전히 외부 코일에 의해서만 형성된다. 스텔라레이터는 꼬인 토로이드 형태의 자기장에 플라즈마를 가둬, 입자들이 꼬인 경로를 따라 돌도록 한다. 이러한 구조는 순수한 토로이드 구조에서 나타나는 플라즈마의 불안정을 감쇄시킨다.
1953년에 개발된 스텔라레이터 모델 A는, 장치의 규모가 증가할 때 이론을 능가하는 플라즈마의 유출이 발생한다는 문제가 있었다. 1960년대 핵융합 장치의 효율에 대한 관심이 커지고 소련의 토카막 연구자료가 공개되자, 스텔라레이터 모델 C는 대칭형 토카막의 제작으로 연구의 방향을 돌렸다. 그러나 토카막 역시 궁극적으로 비슷한 문제를 안고 있었고, 1990년대에 스텔라레이터가 다시 주목받게 되는 원인이 되었다. 기술의 발달은 스텔라레이터의 자기장 효율을 증가시켰고, 다양한 장치들이 만들어졌다. 최근의 장치는 독일의 Wendelstein 7-X, 미국의 Helically Symmetric Experiment (HSX), 일본의 Large Helical Device (LHD) 등이 있다.

## 역사

### 이전의 연구
1934년 어니스트 러더퍼드가 마크 올리펀트(Mark Oliphant), 폴 하텍(Paul Harteck)과 함께 입자가속기를 이용해 중수소 핵을 중수소, 리튬 등을 포함한 금속박에 충돌시켜 처음으로 인위적인 핵융합을 성공시켰다. 이 과정은 다양한 핵융합 반응에서의 핵 단면적을 측정할 수 있게 했고, 중수소-삼중수소 반응이 100 keV 정도의 낮은 에너지 준위에서 일어난다는 사실을 밝혀냈다. 100 keV는 약 10억 keV의 온도에 해당한다.
맥스웰-볼츠만 분포에 의하면, 훨씬 낮은 온도에서도 기체는 100keV를 뛰어넘는 입자들을 포함하고 있다. 핵융합 반응은 투입되는 에너지보다 더 큰 에너지를 방출하기 때문에, 적은 수의 입자만이 반응할지라도 핵융합에서 발생하는 에너지를 통해 기체 전체를 높은 온도로 유지 시킬 수 있다. 1944년 엔리코 페르미는 이러한 일이 약 섭씨 5천만도에서 일어난다는 것을 보였다. 한편 중요한 과제는 높은 온도의 플라즈마를 가두는 일이었다. 어떠한 재료도 플라즈마의 높은 온도를 견디지 못했다. 그러나 플라즈마는 전기 전도성이 있어, 전기장과 자기장에 의한 영향을 받는다.
자기장 안에서 플라즈마는 자기력선을 따라 운동한다. 입자를 가두기 위한 한 가지 방법은 바로 솔레노이드를 사용하는 것이다. 솔레노이드는 중심축과 평행한 자기력선을 형성해, 입자들이 벽으로부터 거리를 두고 운동하게 만든다. 한편 유한한 길이의 솔레노이드로는 플라즈마를 가둘 수 없다. 이 문제는 솔레노이드를 구부려 도넛 모양(토러스)으로 만드는 것으로 간단히 해결할 수 있다. 한편, 순수한 토러스 구조는 도선의 공간상 배치가 불균일하다는 한계 있다. 페르미는 이러한 특징으로 인해 장치 내부에서 전하의 분리로 인해 큰 전압이 발생할 것이라고 지적했다.

### 스텔라레이터의 탄생
제 1차 세계대전 이후, 플라즈마를 가두기 위한 다양한 방법이 고안되었다. 조지 패짓 톰슨은 플라즈마에 전류를 흘려보내는 제타핀치(z-pinch)를 개발했다. 이 전류에 의해 형성된 자기장은 로렌츠 힘에 따라 플라즈마를 자기장에 가둔다. 1940년대 영국의 연구진들은 이 원리를 응용해 다양한 소형 실험 장치들을 구성했다.
한편, 전쟁 후 아르헨티나로 이주한 독일의 과학자 로널드 리히터는 아크방전과 음파에 의한 압축을 이용해 물질을 가열하고 가두는 장치인 써모트론(Thermotron)을 발명했다. 그는 후안 페론(Juan Perón)에게 칠레 국경 인근의 외딴 섬에 실험용 원자로를 개발하기 위해 자금 지원을 요청했고, 1951년 원자로가 완성되었다. 이 프로젝트에 참여했던 다른 이들의 부정적인 의견에도 불구하고, 리히터는 그의 핵융합 실험이 성공했다고 믿었고, 1951년 3월 24일 뉴스를 통해 이 실험이 전 세계에 알려졌다.
그 시기 아스펜으로의 스키 여행을 준비하고 있던 라이먼 스피처는 그의 아버지로부터 뉴욕 타임즈에 실린 기사에 대한 전화를 받았다. 기사를 본 스피처는 리히터의 핵융합 실험이 성공할 수 없다고 결론지었다. 그는 리히터의 실험은 충분한 온도까지 가열할 정도의 에너지를 공급할 수단이 없다고 생각했다. 한편 스피처는 이를 극복할 아이디어가 떠올라, 작동 가능한 형태의 장치를 고안하기 시작했다. 그가 스텔라레이터가 생각해낸 때는 바로 그가 스키 리프트를 타고 있었을 때였다.
스텔라레이터는 페르미가 제시한 문제점을 토러스의 구조를 변형시킴으로써 해결했다. 토러스를 원으로 만드는 대신 8자로 비틀어, 도선의 치우침에 의해 발생하는 플라즈마 입자의 불안정한 움직임을 감쇄시킬 수 있었다. 이 방법은 목표 온도까지 가열시키기에 충분할 정도로 오랫동안 플라즈마를 가둘 수 있을 것으로 보였다.}}

### 마터호른 프로젝트
1950년 로스앨러모스에서 일하는 동안, 존 아치볼드 휠러는 프린스턴 대학의 연구실에 비밀리에 수소 폭탄 프로젝트를 진행할 것을 제안했고, 이듬해 대학으로 돌아오자 핵융합에 대한 이론적인 연구를 진행했다. 스텔라레이터에 관한 연구로 인해, 스피처는 이 프로그램에 참여할 것을 제안받았다.
그러나 아스펜을 방문할 즈음 스피처는 핵폭탄에 대한 흥미를 잃었고, 대신 핵융합 발전으로 관심을 돌리게 되었다. 이후 몇 달 동안 스피처는 스텔라레이터의 설계를 위한 논문들을 냈다. 이 논문들은 스텔라레이터의 기본 구조 및 문제점과 함께, 플라즈마의 안정성과 가열 방법, 불순물 처리와 같은 문제에 대한 정밀하고 심층적인 분석을 다루었다.
이 작업을 진행하며 스피처는 시스템 개발을 위한 자금 조달을 위해 에너지 부서 (DOE)에 로비를 하기 시작했다. 가장 먼저 그는 플라즈마 생성이 가능한 일이며 플라즈마의 유지 시간이 토러스보다 길다는 것을 입증하기 위해 모델 A를 제작했다. 만일 모델 A가 성공적인 결과를 보인다면 모델 B에서는 플라즈마를 핵융합이 가능한 온도까지 가열하는 것을, 모델 C에선 핵융합 반응을 큰 규모에서 실제로 발생시키는 것을 목표로 두었다. 이 모든 것들은 수십 년에 걸쳐 진행될 것으로 예상했다.
비슷한 시기에 짐 턱은 옥스퍼드 대학의 클래렌던 연구소에서 일하며 핀치 장치를 고안해냈다. 그는 미국에서 일자리를 제안받아 로스앨러모스에 가게 되었는데, 그곳에서 그는 다른 연구원들에게 핀치 장치에 대하여 설명했다. 스피처가 스텔라레이터를 홍보하러 온다는 소식을 접했을 때, 그는 스피처에게 핀치 장치를 만들어볼 것을 제안하기 위해 워싱턴을 방문했다. 그는 스피처의 스텔라레이터가 “굉장히 야심차다”고 말했다. 애석하게도 스피처는 DOE로부터 5만 달러를 지원받았지만 턱은 아무것도 받지 못했다..
핵융합 연구 프로젝트는 “마터호른 프로젝트”라는 이름으로 1951년 7월 1일에 공식적으로 시작되었다. 이 프로젝트의 이름은 열렬한 등산가인 스피처에 의해 ‘연구는 마치 마터호른 산을 오르는 것처럼 힘들다’는 이유에서 제안되었다.  연구는 스피처 하에서 스텔라레이터를 연구하는 S 부서, 그리고 휠러 하에서 폭탄 제조를 연구하는 B 부서로 나누어 수립되었다. 마터호른 프로젝트는 프린스턴 주 교정으로부터 약 5km 떨어진 포레스탈 캠퍼스에서 진행되었다.
머지않아 다른 연구소에서도 DOE에 핵융합 연구를 위한 자금 지원을 요청하기 시작했다. 짐 턱은 로스앨러모스 국립 연구소(LANL)로부터 그가 고안한 장치인 Perhapsatron을 건설하기 위한 자금을 겨우 지원받았으나, ORNL 등 LANL의 다른 팀들 또한 그들의 아이디어를 제출하기 시작했다. DOE는 결국 이러한 프로젝트에 대한 새로운 부서를 설립했고, 후에 “셔우드 프로젝트”로 발전했다.

### 초기의 장치들
DOE의 자금 지원과 함께, 스피처는 제임스 밴 앨런을 초청해 실험 프로그램을 만들었다. 앨런은 작은 장치부터 시작해나갈 것을 제안했다. 이것은 1952년 모델 A의 건설로 이어졌다. 모델 A는 전체 길이가 약 350cm인 5cm 높이의 관으로 제작되었으며, 1000G 정도의 자기장을 형성시킬 수 있었다. 장치는 1954년에 가동되어, 토러스에 비해 확연히 향상된 가둠 성능을 보여주었다.
이후 모델 B가 건설되었는데, 모델 B는 코일들이 잘 고정되지 않아 50,000G 정도의 전력을 가했을 때 코일이 이리저리 흔들리는 경향이 있었다. 같은 이유에서 두 번째 디자인도 실패했고, 장치로부터 수십만 볼트의 X선이 관찰되었다. 이 두 모델 이후에 제작된 B-1은, 옴 가열(아래 항목 참조)을 통해 플라즈마를 100,000도까지 상승시킬 수 있었다. 이 장치를 통해 플라즈마 내의 불순물이 엄청난 양의 X선을 방출시켜 플라즈마를 냉각시켰다는 것이 밝혀졌다. 1956년 B-1은 플라즈마의 불순물을 제거하기 위한 진공 챔버를 장착한 채로 재개발되었다. 그러나 적은 양의 불순물도 큰 영향을 줄 수 있었다. B-1의 작동에 영향을 준 또 다른 문제는, 가열 도중 입자들이 10 분의 1 밀리초 수준에서만 자기장에 머무르며 자기장이 사라지면 최대 10 밀리초 정도 동안만 남아있을 수 있었다는 것이다. 이것은 플라즈마 입자 간의 “협동 효과”에 의한 것으로 밝혀졌다.
한편, 두 번째 장치인 B-2가 건설되었다. 이것은 B-1과 비슷하지만 펄스형 전력을 이용해 더 높은 에너지 수준에 도달할 수 있었고, 자기 펌핑(magnetic pumping)이라는 새로운 가열 방식을 추가했다. 불행하게도 B-2의 자기 펌핑 시스템은 열을 거의 발생시키지 못했는데, 자기 펌핑 시스템은 더 긴 가둠 시간을 필요로 하기에 완전히 예상 밖의 결과는 아니었다. 이 시스템으로부터는 더 이상 얻어낼 것이 없다고 판단되어, 이 장치는 1958년 스위스 제네바의 ‘평화를 위한 원자력 전시회(Atom for Peace show)’로 보내졌다.
펄스형 전력에 대한 추가적인 연구를 위해 두 대의 장치가 더 제작되었다. B-64는 1955년에 완성되었는데, 이는 본질적으로는 B-1의 더 큰 버전이지만, B-1보다 더 큰 15,000G의 자기장을 형성할 수 있는 전류를 공급했다. 이 장치에는 불순물을 제거할 수 있는 다이버터(divertor)가 장착되어있어, X선에 의한 냉각 효과를 크게 낮출 수 있었다. B-64는 사각형 모양의 형태를 가졌다. 1956년 B-64는 관의 꼬임 없이 재조립되어 입자가 회전하지 않고 이동할 수 있도록 했다.
B-65는 1957년에 완공되었다. B-65는 고리형의 새로운 형태로 제작되었다. 이는 장치의 곡선 구간에 나선형의 코일을 추가하는 것이 자기장에 의한 입자의 회전을 유발한다는 실험 결과를 적용한 것이다. 이러한 구조는 자기장의 안정성을 크게 높일 수 있다는 장점을 갖고 있었다. B 시리즈의 마지막 장치인 B-66은 1957년에 완성되었다. B-66은 B-2의 초대형 버전으로 고진공 관과 50,000G의 자기장을 갖추어 0.01초까지 가둠 시간을 연장시킬 수 있을 것으로 기대되었다.
한편 불행하게도 이 모든 대형 장치들은 ‘펌프 아웃(pump out)‘으로 알려진 문제를 안고 있었다. 이 효과는 기존 이론에 의한 수치를 능가할 뿐만 아니라, 보옴 비율(Bohm rate)보다 훨씬 높은 수준의 플라즈마 불안정을 유발했다. 그 수치는 예상치의 3배에 달했고, 가둠 유지 시간은 수십 마이크로초 정도에 그쳤다.

### 모델 C
1954년 B 시리즈에 대한 연구가 계속되면서 모델 C의 설계가 구체화되었다. 모델 C는 여러 개의 열 공급원과 다이버터를 가진 대형 실험 장치로, B-66보다 더 큰 규모로 제작되었다. 모델 C는 1958년에 공사가 시작되어 1961년에 완공되었다.
이전 모델들의 실험 결과는 대규모의 핵융합 발전이 힘들다는 것을 분명히 보여주고 있었다. 자기력선을 가로지르는 이온 수송은 고전 이론적 계산보다 훨씬 높은 수치를 보였기 때문이다. 자기장의 크기를 증가시키는 것은 이에 대한 해결책이 되지 못했고, 가둠 시간은 쉽게 개선되지 못했다. 이 때문에 연구자들은 플라즈마에 대한 이론적 이해에 중점을 두기 시작했다. 1961년 멜빈 고틀리브는 스피처의 마터호른 프로젝트를 인계받았고, 이은 2월 1일 이 프로젝트는 프린스턴 플라즈마 물리 연구소(PPPL)로 이름이 변경되었다.
모델 C에 대한 지속적인 실험을 통해 모델은 천천히 개선되었고, 결과적으로는 가둠 시간이 예측값과 일치하는 수준까지 개선되었다. 또한 새로운 가열 방식들이 고안되었는데, 주목할만한 것은 1964년에 개발된 입자가속기를 이용해 이온 입자를 발사시켜 핵융합로 내부에서의 충돌을 통해 온도를 증가시키는 방법이었다. 이 방법은 후에 중성 입자 빔(NBI)으로 발전하였다.
모델 C에서는 대부분 이온 수송에 관한 연구가 이루어졌다. 1969년 자기 시스템의 수정과 새로운 가열 방식의 추가를 통해 모델 C는 궁극적으로 400eV의 전자 온도에 도달할 수 있었다. 그동안, 단일 전자석 코일 세트를 이용한 여러 스텔라레이터들이 등장했다. 모델 C는 서로 분리된 나선 코일들을 사용했지만, 이 코일들을 합칠 수 있다는 것이 확인되었고, 이는 토르사트론의 등장으로 이어졌다.

### 토카막
1968년 소련의 과학자들은 T-3 토카막에 대한 최신 연구 결과를 발표했다. 이를 시험하기 위해 소련은 영국의 전문가 팀을 초빙했고, 과학자들은 영국의 ZETA 핵융합로로부터 개발된 레이저 기반의 시스템을 이용해 1,000eV 수준의 온도 조건을 달성해냈다. 이로써 토카막 건설을 향한 세계적인 경쟁이 시작되었다.
몇 번의 논쟁 이후, 1969년 7월 모델 C의 연구 방향을 토카막으로 돌리자는 결정이 내려졌다. 이 결정은 그 해 12월에 철폐되고, 이듬해 5월에 토카막 프로젝트는 대칭형 토카막(ST)으로 재개되었다. ST는 소련의 토카막이 보인 성능에 필적하였고 모델 C의 결과를 10배 이상 뛰어넘었다. 이 시기에 PPPL은 미국의 토카막 개발 선구자로서, 실험을 위한 다양한 장치들을 고안해냈다. 1975년 프린스턴 대형 토러스 장치(Princeton Large Torus)는 상용화를 위한 목표들을 빠르게 달성해냈고, 1980년대 초에 임계조건을 돌파할 수 있을 것으로 기대되었다. 그들에게 필요한 것은 더 큰 장치, 더 강력한 전력과 충분히 높은 온도 조건이었다.
토카막은 핀치 장치의 한 종류로, 안전 계수(흔히 q로 불리며, 클수록 안정하다)가 특정 값을 초과해 플라즈마가 상당히 안정적으로 존재한다(ZETA는 1/3 정도의 안전 계수를 보였고, 토카막은 최소 1의 수치를 보였다). 토카막을 기반으로 한 장치들은 시간이 흐르며 성능이 크게 향상되었으나, 1980년대 중반 장애물을 맞이했다. 장치에 흐르는 전류가 증가함에 따라, 장치에는 새로운 형태의 플라즈마 불안정이 나타났다. 이 문제는 해결될 수 있었지만, 자기장을 대폭 증가시키는 것이 유일한 해답이었으며, 이는 큰 규모의 장치와 많은 초전도체를 필요로 했다. 장치의 비용 부담으로 인해 핵융합로 연구를 위한 세계적인 조직이 형성되었고, 이는 ITER 프로젝트로 이어졌다.

### 스텔라레이터의 부상
토카막 접근에 대한 문제점이 점점 드러나자, 스텔라레이터에 대한 관심이 다시 증가했다. 진보된 컴퓨터 기술은 과거에는 불가능하리라 생각되던 복잡한 형태의 전자석 건설을 가능하게 해 스텔라레이터에 대한 가능성을 보여줬다. 신소재 및 새로운 건축 공법이 자기장의 질과 세기를 증가시켜 장치의 성능을 크게 향상시켰다. 최근에 이르러서는 스텔라레이터를 실험하기 위해 독일의 W7-X, 미국의 HSX, 일본의 LHD 등의 많은 새로운 장치가 고안되었다.
스텔라레이터는 플라즈마에 전류가 흐르지 않아 토카막에서 나타나는 불안정을 일부 제거하기 때문에, 비슷한 작동 조건에서 스텔라레이터는 더 높은 안정성을 보여주었다. 한편으로는, 토카막과는 달리 플라즈마 전류에 의한 가둠이 불가능하기 때문에, 스텔라레이터는 더 강력한 전자석을 필요로 했다. 덧붙여 스텔라레이터는 플라즈마가 정상 상태를 유지하기 때문에, 엔지니어링 관점에서 여러 이점을 가지고 있다.

## 원리

### 핵융합 발생 조건
기체를 수억 도까지 가열해 기체의 에너지를 증가시키면 대부분의 입자는 핵융합을 발생시키기 위한 최저의 에너지에 도달할 수 있다. 평균 온도가 그보다 매우 낮을지라도, 맥스웰-볼츠만 분포에 따라, 일부의 입자들은 핵융합 발생의 하한선을 넘는 에너지를 가진다. 핵융합 반응은 발생하는 에너지가 투입하는 에너지보다 월등히 크기 때문에, 작은 양의 반응만으로도 그를 둘러싼 입자들에서 핵융합이 발생하기 위한 온도까지 가열시킬 수 있다. 1994년, 엔리코 페르미는 중수소-삼중수소 반응이 섭씨 50,000,000도에서 외부의 에너지 투입 없이 자립 가능하다는 것을 계산했다.
수만 도 이상으로 가열된 물질은 원자핵과 전자가 분리되어 플라즈마 상태가 된다. 이상기체 방정식에 따라, 플라즈마는 일반적인 기체와 같이 온도가 증가하면 내부 압력이 증가해 팽창한다. 플라즈마의 온도는 알려진 모든 물질을 녹여버릴 정도로 높아 일반적인 방법으로는 플라즈마를 잡아두기 힘들다. 대신, 플라즈마는 전기 전도성이 있고 전자기장의 영향을 받기 때문에, 자기장을 이용해 원자핵이 자기장을 따라 운동하게 하는 자기 가둠 방식이 고안되었다. 이러한 방식의 핵융합 장치는 수 테슬라 이상의 자기장을 필요로 하며, 보통 전자석 코일을 이용한다.

### 자기 가둠
가장 단순한 자기 가둠 구조는 솔레노이드를 이용해 만들 수 있다. 솔레노이드 내강은 진공상태에서 플라즈마로 채워진다. 솔레노이드가 형성하는 자기장은 플라즈마가 솔레노이드의 축을 따라 운동하게 해, 플라즈마의 팽창으로 인한 측면으로의 유출을 방지한다. 그러나 한정된 길이의 솔레노이드에서 플라즈마는 결국 양단으로 빠져나가, 안정된 상태를 유지할 수 없다.
이러한 솔레노이드의 한계를 해결하기 위해 토러스 형태의 코일이 사용되었다. 토러스 구조에서 입자들은 측면으로의 움직임이 제한된 상태로, 축을 주위로 자기장을 따라 운동하게 된다. 그러나 페르미는, 솔레노이드가 고리 형태로 변형되면, 토러스의 중심으로부터 가까운 곳의 도선이 바깥쪽보다 밀집되어, 불균일한 자기장에 의해 점차 입자들이 외곽으로 치우칠 것이라고 경고했다. 이때 전자와 원자핵이 서로 반대 방향으로 이동해 전하 불균등에 의한 전기력을 발생시키며, 이 힘은 자기력을 능가한다. 따라서 장기적 유지를 위해선 추가적인 힘을 발생시킬 필요가 있었다.

### 스텔라레이터
스피처는 페르미가 제기한 문제를 관의 형태를 물리적으로 변형시킴으로써 해결했다. 단순한 토러스 구조에서, 자기장이 강해질 때 토러스 중심으로부터 가까운 곳의 입자들은 상승하는 반면, 바깥쪽의 입자들은 하강한다(반대의 경우에도 동일하게 적용된다). 한편, 만일 입자가 바깥쪽와 안쪽을 번갈아 지나간다면, 상승과 하강의 두 효과가 서로 상쇄되어 입자의 불안정한 움직임을 억제할 수 있다. 이러한 과정에서도 이동에 대한 알짜성분이 존재하기에 제어가 완벽하진 않으나, 계산 결과 입자를 가두고 목표 온도까지 가열하기에 충분하다는 것이 밝혀졌다.
스피처는 간단하게 그의 생각을 실현할 방법을 제안했다. 단순 토러스를 사용하는 대신, 그는 토러스를 반으로 자른 구조를 생각했다. 스피처는 두 반쪽 토러스의 양 끝을 선형 코일을 이용해 서로 교차시켜서 연결해, 전체적인 구조가 8자 형태를 그리도록 했다. 두 교차하는 도선이 서로를 통과하게 배치할 수 없었기에, 이 장치는 45도 정도 비틀어진 입체적인 구조를 갖게 되었다.
이 방식이 어떻게 입자의 이동은 제어하는지 이해하기 위해, 하나의 입자가 중앙의 직선 구간에서 출발해 관을 따라 이동하는 경로를 고려하자. 만일 입자가 완벽하게 관 중앙에 있다면, 입자는 중심에서 벗어나지 않은 상태로 한 바퀴를 돌 수 있다. 이제 첫 번째 입자와 평행하게 운동하나 관의 벽 근처에 있는 입자를 생각하면, 한 반쪽 토러스에선 바깥쪽 벽을 따라 돌며 하강하고, 다른 반쪽 토러스로 진입하면 안쪽 벽을 따라 돌며 상승해 원래의 위치로 되돌아올 수 있다.
이 과정에 의해 입자의 불안정한 움직임을 유발하는 가장 큰 요인을 제거할 수 있으나, 고려되어야 할 다른 요소들이 아직 존재한다. 원자핵과 전자는 서로 반대 방향으로 매우 빠르게 운동하기에, 서로 다른 경로를 따라 이동하는 입자 간의 충돌이 발샐할 수 있다. 충돌 과정에서 입자들은 서서히 바깥 방향으로 이동하여, 결국 입자와 장치 내벽의 충돌 또는 전하의 분리를 유발할 수 있다. 스피처는 관을 따라 배치되어 플라즈마의 최외곽을 걷어내는 장치인 다이버터(divertor)를 제안했다. 다이버터는 이온의 운동이 경로에서 어긋나 벽과 충돌하기 전에 이온을 제거할 뿐만 아니라, 플라즈마 내의 불순물들을 제거하는 역할을 한다.
고전적인 계산법에 따른 입자의 유실 비율은 순수한 토로이드보다도 충분히 낮았다. 그러나 1949년, D. Bohm에 의해 훨씬 큰 양의 유실이 발생한다는 것이 밝혀졌고, 이 효과는 ‘보옴 확산(Bohm diffusion)’이라고 명명되었다. 스피처는 이 문제에 대해 상당히 노력했고, 보옴 확산에 의해 나타나는 변칙적인 비율은 플라즈마의 불안정성 때문이라고 결론지었다.

### 문제점과 대안
초기의 8자형 장치는 많은 문제점을 지니고 있었다. 이는 여러 개의 다른 모델들이 등장하게 되는 계기가 되었고, 이를 통해 문제점들에 대한 해결법이 제시되었다.
가장 큰 문제점 중 하나는 장치 내부의 자기장이 주어진 질량, 주어진 속도로 운동하는 입자만을 정상적으로 가둘 수 있다는 것이었다. 설정 속도보다 더 빠르게 또는 더 느리게 운동하는 입자들은 시스템에 머무를 수 없었다. 낮은 속도의 입자(저온의 입자)들은 가두어지지 못해 외부로 유출될 수 있었고, 높은 속도의 입자(고온의 입자)들은 커브 구간에서 벽과 충돌할 수도 있었다. 이러한 문제를 해결하기 위해 스피처는 직선 구간에 다이버터를 연결했다. 다이버터는 너무 빠르거나 너무 느리게 운동하는 입자를 제거하는 일종의 질량 분광기 역할을 했다.
8자형 장치에서 두 개의 직선 구간은 서로 교차할 수 없기에, 두 반쪽 토러스가 약 135도의 각을 이루고 있었다. 때문에 평면에 가까운 장치를 위한 새로운 설계가 진행되었다. 초기의 스텔라레이터 B-2는 서로 평행한 두 평면을 오가도록 도선을 재배치했다. B-2는 S자형 구조를 형성했는데, 이러한 구조는 장치가 완전한 대칭 구조를 이루게 했다
입자의 회전에 대한 더 나은 해결방안은 스텔라레이터 B-64와 B-65에 적용되었다. 이 장치들은 교차구간을 제거하고 장치를 타원형으로 제작해 구조를 평면화시켰다. 입자의 회전은 두 반쪽 토러스의 양 끝에 새로운 코일을 배치해, 코일로부터 만들어지는 자기장이 기존의 자기장과 중첩되어 입자의 경로를 180도 회전시키도록 했다. 이 방법은 핵융합로의 설계를 단순화시켰지만, 실제로 완전히 대칭이도록 제작하는 것은 상당히 어려운 일이다.

### 플라즈마의 가열
앞서 언급한 바에 의하면, 핵융합이 일어나기 위한 조건을 형성하기 위해선 플라즈마를 수억 도 수준으로 가열해야 한다. 이 온도까지 가열하는 과정은 일반적인 방법으로 행해지기는 어렵고 많은 에너지를 필요로 하기에, 효과적인 가열을 위한 다양한 방법이 제시되었다. 한편, 핵융합 에너지가 임계 조건(breakeven)에 도달하게 되면 투입하는 에너지가 발생하는 에너지와 같은 수준에 이르며, 이를 넘어서 점화 조건(ignition)에 도달하면 추가적인 가열 없이 핵융합 반응을 유지 시킬 수 있다.
영국과 미국에서 연구된 제타 핀치(z-pinch)와는 달리, 스텔라레이터는 고분자 수준에서 플라즈마에 유도전류가 흐르지 않으며, 각각의 입자들은 끊임없이 돌고 있지만 플라즈마는 중립적인 평형 상태를 유지한다. 토카막과 핀치 장치에서의 경우, 플라즈마 전류가 가열을 위한 첫 번째 수단이 되지만, 스텔라레이터의 경우 이러한 방법을 사용할 수 없다.
초기의 스텔라레이터에서 플라즈마를 가열을 위한 장치는 핀치 장치에서와 비슷한 형태를 가졌다. 이것은 변압기와 연결된 도선에 의한 첫 번째 기작과, 플라즈마 전류에 의한 두 번째 기작으로 구성된다. 스텔라레이터 내부의 특정한 부위에 에너지가 전류의 펄스를 통해 공급되면, 입자들은 에너지가 상승해 운동을 시작한다. 입자의 운동은 기체를 유입시켜, 빠른 속도로 모든 기체를 이온화시킬 수 있다. 이 과정은 기존의 가열장치와는 달리 기체의 저항에 의존해 열을 발생시키기 때문에, 옴 가열이라고 한다. 기체의 온도가 상승하면, 플라즈마의 전기 전도성은 증가한다. 이는 옴 가열의 효율을 지속적으로 낮춰, 시스템의 온도는 약 1백만 K의 상한선을 가진다.
플라즈마를 더 높은 온도로 가열하기 위해, 두 번째 열원으로 자기 펌핑 시스템이 추가되었다. 자기 펌핑 시스템은 진공 챔버를 따라 배치된 코일을 통해 공급되는 무선 주파원으로 구성되어있다. 이 때 주파원의 진동수는 자기력선 주위의 입자들이 자연적으로 가지는 진동수인 사이클로트론 진동수와 같은 값으로 설정된다. 이는 입자들의 에너지를 증가시켜 더 넓은 반경으로 돌도록 한다. 이상기체 법칙에 따라서, 에너지가 증가한 입자에 의해 온도가 증가한다. 옴 가열과 마찬가지로 이 과정은 온도가 증가함에 따라 효율성이 감소하지만, 더 높은 온도까지 가열하는 것이 가능하다. 진동수를 이온이 순환하는 진동수에 맞춰 설정한다면, 이것을 이온-사이클로트론 공명 가열(또는 이온 공명 가열)이라고 한다.

## 플라즈마의 가열 방식
플라즈마는 전기적으로 도체이며, 플라즈마로 전류가 흐를 때 자체 저항에서 발생하는 열에 의해 온도가 상승한다. 저항은 온도에 반비례하기 때문에, 전류에 의한 가열법은 가열 초반에만 사용된다. 이 방법은 현재까지 알려진 기술 중 가장 효율이 뛰어나다.
전류에 의한 가열
플라즈마는 전기적으로 도체이며, 플라즈마로 전류가 흐를 때 자체 저항에서 발생하는 열에 의해 온도가 상승한다. 저항은 온도에 반비례하기 때문에, 전류에 의한 가열법은 가열 초반에만 사용된다. 이 방법은 현재까지 알려진 기술 중 가장 효율이 뛰어나다.
중성 입자 빔 입사장치(NBI)
중성 입자 빔 입사장치는 전기장으로 가속된 이온 입자를 스텔라레이터로 발사한다. 운동중 입자가 자기장의 영향을 받는 것을 방지하기 위해, 이온은 반드시 중성화되어야 한다. 중성화된 입자는 플라즈마 입자들과 충돌해 전자를 잃고 이온 상태가 된다. 이 이온은 플라즈마 내의 입자들에 비해 상당히 빠른 속력으로 움직이며, 일련의 주변에 있는 이온, 전자들과의 충돌로 온도를 상승시킨다. 중성 입자 빔은 보통 수소 원자나 중수소 원자를 사용하며, 80 keV 혹은 120 keV 이상의 빔 에너지와 50A 이상의 빔 전류가 사용된다. 중성 입자 빔 가열장치는 토카막 장치에서 가장 널리 이용되고 있고 플라즈마 가열 및 전류 구동 측면에서 강력한 성능을 가지고 있다.
이온-사이클로트론 공명 가열 (ICRH)
자기장이 있는 플라즈마에서 플라즈마 입자들은 자기장 주변에서 일정한 진동수로 회전한다. 진동수는 입자의 질량, 전하량 그리고 자기장에 의해 결정되는데, 이것을 사이클로트론이라고 한다. 플라즈마의 밀도나 온도는 사이클로트론 진동수에는 영향을 주지 않으므로 사이클로트론 진동수의 전자파 혹은 RF(Radio frequency)가 플라즈마에 입사할 경우 플라즈마 입자와 전자파가 공명해 플라즈마 입자가 가열된다.
전자-사이클로트론 공명 가열 (ECRH)
전자-사이클로트론 공명 가열장치, 또는 전자 공명 가열장치는 ICRH 가열장치의 원리와 비슷하나, 플라즈마 이온 대신 전자와 공명을 일으키는 전자파를 사용한다. 전자는 이온보다 약 2000배가량 가볍기 때문에 10억분의 1 수준의 초고주파 영역 주파수를 사용한다.
위 방법들을 통해 최적화 조건에서의 가열 성공 여부 및 온도 제한의 개선 가능성은 전자와 이온의 온도 및 밀도 등 플라즈마의 특성과 방사 분포에 의해 정량화될 수 있다.

## 구조적 형태
스텔라레이터는 기하적 구조, 코일의 형태 등의 기준에 따라 다음을 포함하는 다양한 종류로 구분할 수 있다.
특수한 스텔라레이터
기하적인 방법으로 자기장을 회전시킨 8자 형태의 초기 디자인이 이에 해당한다.
고전적 스텔라레이터
자기장의 회전을 발생시키기 위한 서로 분리된 나선형 코일들을 포함한 토로이드 또는 고리 형태의 디자인이 이에 해당한다.
토르사트론(Torsatron)
일체형 나선형 코일을 가진 스텔라레이터를 아우른다. 비슷한 형태의 자기장을 형성시키는, 몇 개의 독립적인 코일들로 구성된 스텔라레이터 또한 포함한다.
헬리오트론(Heliotron)
플라즈마를 가두는 나선형 코일과 함께, 수직 방향의 자기장을 발생시키는 극 방향(poloidal) 코일들을 가지는 스텔라레이터를 말한다. 토로이드 방향(toroidal) 코일은 플라즈마 표면의 자기적 성질을 조정하는데에도 활용된다. 일본의 LHD(Large Helical Device)가 대표적인 헬리오트론에 해당한다.
모듈식 스텔라레이터
몇 개의 서로 분리된 모듈식 코일들과 꼬인 토로이드 형태의 코일로 구성된 스텔라레이터를 말한다. 미국의 HSX(Helically Symmetric Experiment)가 이에 해당하며, 헬리아스 또한 모듈식 스텔라레이터에 포함시킬 수 있다.
헬리악(Heliac)
단순한 고리 형태가 아닌 나선형 토로이드 형태의 자기장을 형성하는 나선형 축 대칭 스텔라레이터(helical axis stellarator)를 말한다. 꼬인 형태의 플라즈마는 자기력선을 회전시켜 입자의 운동 제어에 영향을 미치고, 토르사트론과 헬리오트론보다 더 큰 회전을 줄 수 있다. 초기의 헬리악은 원형 코일만을 포함했다. H-1NF, TJ-II, TU-Heliac 등의 Flexible Heliac의 경우 작은 나선형의 코일을 추가해 최대 두 배까지 회전시킬 수 있도록 했다.
헬리아스(Helias)
많은 플라즈마, 낮은 Pfirsch-Schlüter 전류, 그리고 좋은 입자 가둠 성능을 동시에 달성하는데에 최적화된, 모듈식 코일들을 사용하는 나선형 첨단 스텔라레이터(helical advanced stellarator)이다. 헬리아스는 모듈식 설계와 함께 최적화된 플라즈마, MHD 및 자기장 특성을 가져 핵융합 발전에서 가장 유망한 스텔라레이터 형태이다. 독일의 Wendelstein 7-X는 5번 꼬인 헬리아스에 기반을 두고 있다.

## 최근의 연구

### 에너지 수송의 감축을 위한 최적화
자기 가둠 장치의 큰 과제는 자기장을 가로지르는 에너지 수송을 최소화하는 것이다. 토로이드 장치는 입자들이 자기장을 따라 토러스를 회전할 때 자기적 특성이 평준화되어 나타나기에 상대적으로 성공적이라 볼 수 있다. 한편, 입자에 의해 관찰되는 자기장의 세기는 다양하기 때문에 일부 입자들은 자기 거울 효과에 의해 갇히게 된다. 이러한 입자들은 자기 특성에 대한 변인으로 작용하여, 에너지의 수송을 증가시킨다. 대부분의 스텔라레이터에서, 이러한 자기장 세기의 불균일함은 토카막에서보다 크기 때문에, 토카막에서보다 에너지의 운송 효과가 더 크게 나타난다.
위스콘신 대학의 David Anderson 교수와 연구 조수 John Canik은 2007년 HSX가 이 최대의 난관을 극복할 수 있음을 입증했다. HSX는 유사대칭적(quasisymmetric) 자기장을 사용하는 최초의 자기장이다. 이 팀은 유사대칭적 구조가 에너지의 수송을 감소시킬 것이라는 예측을 바탕으로 HSX를 설계 및 구축했다. 최근의 연구에 따르면, HSX는 실제로 에너지 수송이 낮게 나타났다. Canik은 이것이 유사대칭적 구조가 효과를 보인 첫 번째 실험이며, 실제로 에너지 수송의 감소를 측정할 수 있다고 밝혔다.

## 참고 문헌

### 인용
1. ↑  Clery, D. (2015). “The bizarre reactor that might save nuclear fusion”. 《Science》. doi:10.1126/science.aad4746.
2. ↑  Oliphant, Harteck & Rutherford 1934.
3. ↑  McCracken & Stott 2012, 35쪽.
4. ↑  Stix 1998, 3쪽.
5. 1 2  Bromberg 1982, 16쪽.
6. ↑  Herman 1990, 40쪽.
7. ↑  Mariscotti 1992, 9–10쪽.
8. ↑  Cabral 1987, 85쪽.
9. ↑  Ellis 1958, 12쪽.
10. ↑  Greenwald, J. (2013년 10월 23일). “Celebrating Lyman Spitzer, the father of PPPL and the Hubble Space Telescope”. Princeton Plasma Physics Lab. 2017년 4월 25일에 원본 문서에서 보존된 문서. 2018년 6월 12일에 확인함.
11. ↑  Spitzer 1958, 253쪽.
12. ↑  Bromberg 1982, 14쪽.
13. ↑  Herman 1990, 21쪽.
14. 1 2  Stix 1998.
15. 1 2  Bromberg 1982, 21쪽.
16. ↑  Herman 1990, 23쪽.
17. ↑  Tanner, Earl (1982). 《Project Matterhorn: An Informal History》. Princeton University. 36쪽.
18. 1 2  Timeline.
19. ↑  Bishop 1958.
20. 1 2  Stix 1998, 6쪽.
21. 1 2  Ellis 1958, 13쪽.
22. 1 2  Ellis 1958, 14쪽.
23. 1 2 3  Stix 1998, 7쪽.
24. ↑  “Neutral beam powers into the record books”.  9 July 2012. 24 March 2017에 원본 문서에서 보존된 문서.
25. ↑  Johnson 1982, 4쪽.
26. ↑  Kenward 1979b.
27. ↑  Asimov 1972, 123쪽.
28. ↑  Bishop 1958, 7쪽.
29. ↑  Thomson 1958, 12쪽.
30. ↑  Bishop 1958, 17쪽.
31. 1 2  Spitzer 1958.
32. ↑  Spitzer, L. (1960). “Particle Diffusion across a Magnetic Field”. 《Physics of Fluids》 3 (4): 659–651. Bibcode:1960PhFl....3..659S. doi:10.1063/1.1706104.
33. ↑  Spitzer 1958, 187쪽.
34. ↑  Spitzer 1958, 188쪽.
35. ↑  Spitzer 1958, 189쪽.
36. ↑  Wakatani, M. (1998). 《Stellarator and Heliotron Devices》. Oxford University Press. ISBN 0-19-507831-4.
37. ↑  “Basics of Helias-type Stellarators”. 21 June 2013에 원본 문서에서 보존된 문서. 13 June 2010에 확인함.

### 자서전
- Asimov, Isaac (1972). 《Worlds Within Worlds: The Story of Nuclear Energy》. U.S. Atomic Energy Commission.
- Bishop, Amasa (1958). 《Project Sherwood; the U.S. program in controlled fusion》. Addison-Wesley.
- Bromberg, Joan Lisa (1982). 《Fusion: Science, Politics, and the Invention of a New Energy Source》. MIT Press. ISBN 9780262021807.
- Herman, Robin (1990). 《Fusion: the search for endless energy》. Cambridge University Press. ISBN 9780521383738.
- Johnson, John (December 1982). 《The Stellarator Approach to Toroidal Plasma Confinement》 (PDF) (기술 보고서). Princeton University, Plasma Physics Laboratory.
- Spitzer, Lyman (1951년 7월 23일). 《A Proposed Stellarator》 (PDF) (기술 보고서). Project Matterhorn. 2019년 7월 19일에 원본 문서 (PDF)에서 보존된 문서. 2018년 6월 12일에 확인함.
- Spitzer, Lyman (1958). “The Stellarator Concept”. 《Physics of Fluids》 1 (4): 253–264. Bibcode:1958PhFl....1..253S. doi:10.1063/1.1705883.
- Stix, Thomas (1998). “Highlights in Early Stellarator Research at Princeton” (PDF). 《Journal of Plasma Fusion Research Series》 1: 3–8.
- “Timeline”. Princeton Plasma Physics Laboratory.